# Minimum-Maximum
Minimum-Maximum es el primer álbum en directo de la banda alemana de música electrónica Kraftwerk, editado en 2005 por el propio sello de la banda, Kling Klang, con distribución internacional a cargo de EMI.

## Detalles
El álbum fue lanzado cuando se cumplían aproximadamente 35 años desde el primer show de Kraftwerk como tal, hacia 1970, recoge actuaciones de su extensa gira mundial presentando el CD Tour de France Soundtracks, llevada a cabo durante 2004.
Minimum-Maximum, de algo más de 2 horas de duración, fue publicado como CD doble (en Europa incluso se editó en formato LP, conteniendo 4 discos de vinilo), y consta de actuaciones en diversas ciudades, como Varsovia, Moscú, Berlín, Londres, Budapest, Tallin, Riga, Liubliana, Tokio y San Francisco.
El álbum se editó en dos versiones: la internacional en inglés y la alemana, retomando la metodología que Kraftwerk adoptó en los años 70.
Minimum-Maximum también se publicó en formato DVD, utilizando sonido DTS 5.1, y en una edición especial "box set" denominada "Notebook", la cual contiene tanto los CD como el DVD, más un libro conmemorativo con fotografías de la banda en directo, la caja de esta edición -disponible en inglés y alemán- está diseñada simulando un "laptop" (ordenador portátil).

## Lista de canciones

### Edición internacional
Disco 1
1. "The Man-Machine" (Karl Bartos, Florian Schneider, Ralf Hütter) Varsovia, Sala Kongresowa - 27.05.04 – 7:55
2. "Planet of Visions" (Fritz Hilpert, Hütter, Florian Schneider) Ljubljana, Križanke Thatre - 24.05.04 – 4:45
3. "Tour de France (Étape 1)" (Hilpert, Hütter, Maxime Schmitt, Schneider) Riga, Olimpiska Hall - 29.05.04 – 4:22
4. "Chrono" (Hilpert, Hütter, Schneider, Schmitt) Riga, Olimpiska Hall - 29.05.04 – 1:29
5. "Tour de France (Étape 2)" (Hilpert, Hütter, Schmitt, Schneider) Riga, Olimpiska Hall - 29.05.04 – 4:48
6. "Vitamin" (Hilpert, Hütter) Moscú, Luzhniki Olympic Complex - 03.06.04 – 6:41
7. "Tour de France" (Bartos, Hütter, Schmitt, Schneider) París, Le Grand Rex - 22.03.04 – 6:18
8. "Autobahn (song)|Autobahn]]" (Hütter, Schneider, Emil Schult) Berlín, Tempodrom - 25.03.04 – 8:51
9. "The Model" (Bartos, Hütter, Schult) Londres, Brixton Academy - 20.03.04 – 3:41
10. "Neon Lights" (Bartos, Hütter, Schneider) Londres, Royal Festival Hall - 18.03.04 – 5:58

Disco 2
1. "Radioactivity" (Hütter, Schneider, Schult) Varsovia, Sala Kongresowa - 27.05.04 – 7:41
2. "Trans Europe Express" (Hütter, Schult) Budapest, László Papp Budapest Sports Arena - 25.05.04 – 5:01
3. "Metal on Metal" (Hütter) Budapest, László Papp Budapest Sports Arena - 25.05.04 – 4:28
4. "Numbers" (Bartos, Hütter, Schneider) San Francisco, The Warfield - 28.04.04 – 4:27
5. "Computer World" (Bartos, Hütter, Schneider) Moscú, Luzhniki Olympic Complex - 03.06.04 – 2:55
6. "Home Computer" (Bartos, Hütter, Schneider) Varsovia, Sala Kongresowa - 27.05.04 – 5:55
7. "Pocket Calculator" (Bartos, Hütter, Schneider) Moscú, Luzhniki Olympic Complex - 03.06.04 – 2:58
8. "Dentaku" (Bartos, Hütter, Schneider) Tokio, Shibuya-AX - 04.03.04 – 3:15
9. "The Robots" (Bartos, Hütter, Schneider) Moscú, Luzhniki Olympic Complex - 03.06.04 – 7:23
10. "Elektro Kardiogramm" (Hilpert, Hütter) Tallin, Exhibition Hall - 30.05.04 – 4:41
11. "Aéro Dynamik" (Hilpert, Hütter, Schneider, Schmitt) Riga, Olimpiska Hall - 29.05.04 – 7:14
12. "Musique Non Stop" (Bartos, Hütter, Schneider) Moscú, Luzhniki Olympic Complex - 03.06.04 – 9:51

### Edición alemana
Disco 1
1. "Die Mensch-Maschine" (Karl Bartos, Florian Schneider, Ralf Hütter) Varsovia, Sala Kongresowa -  – 7:55
2. "Planet der Visionen" (Fritz Hilpert, Hütter, Florian Schneider) Ljubljana, Križanke Thatre -  – 4:45
3. "Tour de France (Étape 1)" (Hilpert, Hütter, Maxime Schmitt, Schneider) Riga, Olimpiska Hall -  – 4:22
4. "Chrono" (Hilpert, Hütter, Schneider, Schmitt) Riga, Olimpiska Hall -  – 1:29
5. "Tour de France (Étape 2)" (Hilpert, Hütter, Schmitt, Schneider) Riga, Olimpiska Hall -  – 4:48
6. "Vitamin" (Hilpert, Hütter) Moscú, Luzhniki Olympic Complex -  – 6:41
7. "Tour de France" (Bartos, Hütter, Schmitt, Schneider) París, Le Grand Rex -  – 6:18
8. "Autobahn" (Hütter, Schneider, Emil Schult) Berlín, Tempodrom -  – 8:51
9. "Das Modell" (Bartos, Hütter, Schult) Berlín, Tempodrom - 25.03.04 – 3:41
10. "Neonlicht" (Bartos, Hütter, Schneider) Londres, Royal Festival Hall -  – 5:58

Disco 2
1. "Radioaktivität" (Hütter, Schneider, Schult) Tallin, Exhibition Hall – 7:41
2. "Trans-Europa Express" (Hütter, Schult) Riga, Olimpiska Hall – 3:21
3. "Abzug" (Hütter) Riga, Olimpiska Hall – 1:40
4. "Metall auf Metall" (Hütter) Riga, Olimpiska Hall – 4:28
5. "Nummern" (Bartos, Hütter, Schneider) San Francisco, The Warfield – 4:27
6. "Computerwelt" (Bartos, Hütter, Schneider, Schult) Riga, Olimpiska Hall – 2:55
7. "Heimcomputer" (Bartos, Hütter, Schneider) Varsovia, Sala Kongresowa – 5:55
8. "Taschenrechner" (Bartos, Hütter, Schneider) Berlín, Tempodrom – 2:58
9. "Dentaku" (Bartos, Hütter, Schneider) Tokio, Shibuya-AX – 3:15
10. "Die Roboter" (Bartos, Hütter, Schneider) Berlín, Tempodrom – 7:23
11. "Elektro Kardiogramm" (Hilpert, Hütter) Tallin, Exhibition Hall – 4:41
12. "Aero Dynamik" (Hilpert, Hütter, Schneider, Schmitt) Riga, Olimpiska Hall – 7:14
13. "Musique Non Stop" (Bartos, Hütter, Schneider) Moscú, Luzhniki Olympic Complex – 9:51

## Personal
- Ralf Hütter - voz, sintetizadores de software, secuenciadores
- Florian Schneider - coros, sintetizadores de software, secuenciadores
- Fritz Hilpert - sintetizadores de software, secuenciadores, mezclas
- Henning Schmitz - sintetizadores de software, secuenciadores, mezclas